# 羅克斯普林斯 (德克薩斯州)
羅克斯普林斯（英語：Rocksprings）是一個位於美國德克薩斯州愛德華茲縣的城市。根據2010年美國人口普查，該地共人口1182人，而該地的面積約為3.15平方千米。同時該地也是愛德華茲縣的縣治。

## 地理
羅克斯普林斯的座標為30°00′58″N 100°12′32″W / 30.01611°N 100.20889°W，而該地的平均海拔高度為732米（即2402英尺）。